# Campichoeta natalensis
Campichoeta natalensis är en tvåvingeart som beskrevs av Barraclough 1992. Campichoeta natalensis ingår i släktet Campichoeta och familjen sumpskogsflugor. Inga underarter finns listade i Catalogue of Life.